# Samuel Teuber
José Samuel Teuber Coser (* 13. Februar 1987 in Chuquicamata) ist ein ehemaliger chilenischer Fußballspieler auf der Position eines Stürmers.

## Karriere

### Verein
Nach acht Jahren in der Jugend von CD Universidad Católica begann Samuel Teuber seine Profikarriere 2004 bei Deportes Puerto Montt. Ab 2007 spielte der Offensivakteur bei Klubs in der Primera División, angefangen mit Everton. Über Provincial Osorno, wo er wie zuvor gemeinsam mit seinem Bruder Marcelo spielte, kam er zum CD O’Higgins, für den er 15 Ligatore in 67 Spielen erzielte. Seine ersten beiden Saisons beim Klub aus Rancagua war er Stammspieler, wurde dann an den italienischen Verein US Grosseto für sechs Monate verliehen. In den Folgejahren wurde Teuber erneut verliehen, erst an Ligakonkurrent CD Palestino und später an CD Santiago Morning aus der Primera B. Santiago Morning war zugleich auch seine letzte Karrierestation.

### Nationalmannschaft
Samuel Teuber spielte für die U-20-Nationalmannschaft bei einem Turnier in Japan, wurde aber von Trainer José Sulantay nicht für die Weltmeisterschaft in Kanada nominiert.

## Sonstiges
Sein jüngerer Bruder Marcelo Teuber ist ebenfalls ehemaliger Profifußballspieler.